# Heinrich XIV. Reuß zu Greiz

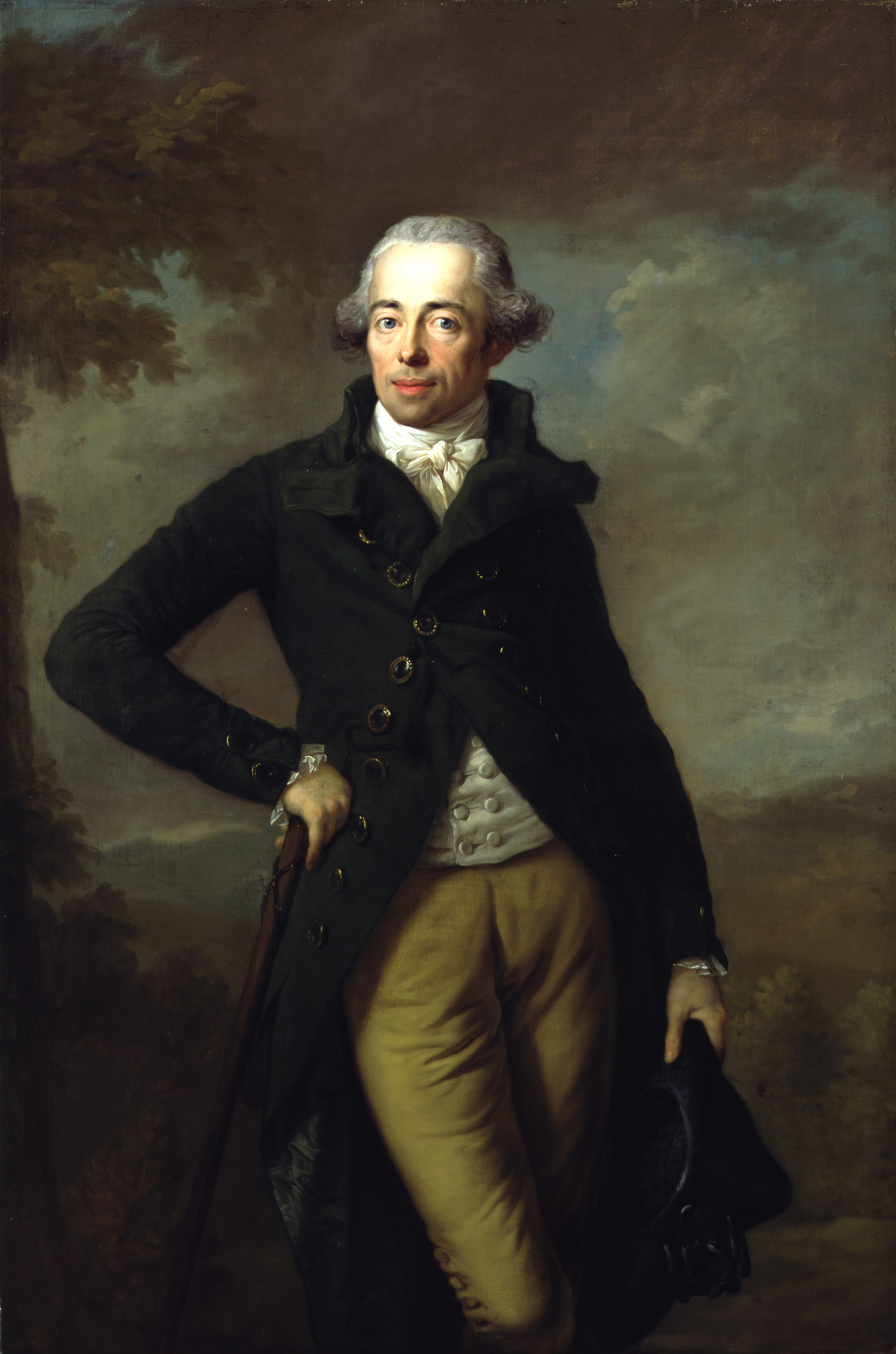
Fürst Heinrich XIV. Reuß, Gemälde von Anton Graff, 1789

Fürst Heinrich XIV. Reuß zu Greiz (* 6. November 1749 in Greiz; † 12. Februar 1799 in Berlin) war österreichischer Gesandter in Preußen.

## Leben
Heinrich XIV. war der jüngere Sohn des Fürsten Heinrich XI. Reuß zu Greiz und dessen erster Gemahlin Gräfin Konradine Reuß zu Köstritz.
Zwar trug Heinrich XIV. den Fürstentitel, denn seinem Vater war bei der Erhebung in den Reichsfürstenstand mit der Ehre bedacht worden, dass alle seine männlichen Nachkommen den Fürstentitel annehmen durften, regierender Fürst Reuß zu Greiz war aber Heinrichs älterer Bruder Heinrich XIII.
Aufgrund der ausgezeichneten Kontakte seiner Familie zum Kaiserhaus wurde Heinrich XIV. zum Feldmarschallleutnant und zum österreichischen Botschafter in Preußen ernannt. 
Heinrich verkehrte im Berliner Salon der Sara von Grotthuis und lernte hier deren Schwester Mariane Meyer (1770–1812) kennen. Er heiratete sie in Königsbrück heimlich und in nicht standesgemäßer Ehe am 20. Juni 1797. Nach seinem Tod wurde sie von Kaiser Franz II. zur „Frau von Eybenberg“ erhoben und war später eine enge Freundin Johann Wolfgang von Goethes. Die Ehe blieb kinderlos.